# Línea Pujiang del Metro de Shanghái
La línea Pujiang es una línea del Metro de Shanghái automatizada, sin conductor y con neumáticos de caucho en villa Pujiang, distrito de Minhang. Es la primera línea automática de transporte hectométrico de la red del Metro de Shanghái.

## Estaciones[1]
| Nombre de la estación Castellano | Nombre de la estación Hanzi | Transbordo | Localización |
|                                  |                             |            |              |
| Autopista Shendu                 | 沈杜公路                    |            | Minhang      |
| Autopista Sanlu                  | 三鲁公路                    |            | Minhang      |
| Calle Minrui                     | 闵瑞路                      |            | Minhang      |
| Calle Puhang                     | 浦航路                      |            | Minhang      |
| Calle Dongchengyi                | 东城一路                    |            | Minhang      |
| Calle Huizhen                    | 汇臻路                      |            | Minhang      |